# Kỹ thuật ô tô
Kỹ thuật ô tô (Hay ở Việt Nam còn gọi là Công nghệ Kĩ thuật ô tô) hiện đại là một nhánh của kỹ thuật giao thông, bao gồm các yếu tố như kỹ thuật cơ khí, điện, điện tử, phần mềm và an toàn, ứng dụng để thiết kế, sản xuất và vận hành xe gắn máy, xe du lịch, xe tải và xe buýt và các hệ thống nhỏ trên ô tô.
Ngày nay Kĩ thuật ô tô còn là thuật ngữ liên quan đến các ngành maketting về ô tô, dịch vụ hậu mãi và vận hành.
Các trường đại học đào tạo ngành Kĩ thuật ô tô hàng đầu ở Việt nam phải kể đến các trường như: Đại học Bách khoa Hà Nội, trường Đại học Giao thông Vận tải, trường Đại học Bách khoa Hồ Chí minh, trường Đại học sư phạm kỹ thuật Hồ Chí Minh, Đại học Phenikaa. 

## Các lĩnh vực
Kỹ sư ô tô liên quan đến hầu hết mọi mặt của việc thiết kế xe du lịch và xe tải, từ các khái niệm ban đầu đến việc thiết kế chúng.
Nói một cách rộng hơn, kỹ sư ô tô được chia làm 2 nhóm chính: Kĩ sư Thiết kế- chế tạo, Kĩ sư Khai Thác(KTV sửa chữa- kĩ thuật viên sửa chữa theo các gọi của toyota), Kiểm định viên
1. Kĩ sư Thiết kế- chế tạo là: là những người chuyên nghiên cứu chế tạo các chi tiết, các hệ thống. Cải tiến sửa lỗi những chi tiết mà những sản phẩm trước mắc phải(hay còn gọi là lỗi nhà chế tạo) là lỗi khi thiết kế sản phẩm mà chưa phù hợp với thực tế hoặc tính toán bị sai sót). Đây là 1 trong những ngành có mức lương cao nhưng lại vô cùng khó khăn vì phải tính toán độ bền cảu 1 tổ hợp các chi tiết được vận hành trơn tru nhất, bền và an toàn vì nó được thiết kế để hoạt động mang theo người và hàng hoá. Chỉ cần 1 sai sót nhỏ sẽ gây hậu quả vô cùng nghiêm trọng trên mức độ và quy mô vô cùng lớn. điều dễ thấy nhất là các đợt triệu hồi xe bị lỗi trên toàn thế giới với số lượng cực lớn.

Kỹ sư sản phẩm (hay còn gọi là kỹ sư thiết kế) thiết kế các thành phần, các hệ thống (ví dụ như kỹ sư phanh, kỹ sư accu). Kỹ sư này thiết kế và kiểm tra thiết bị xem nó có đạt được yêu cầu đặt ra hay không, vật liệu có đạt được độ bền hay không và v.v.
Kỹ sư phát triển: ứng dụng những thành tựu của khoa học và công nghệ, tiếp tục đưa ra giải pháp mới nhằm nâng cao độ tin cậy, tối ưu hóa thiết kế, đáp ứng như cầu thị hiếu của khách hàng. Ví dụ: ABS, EBD, TRC
Kỹ sư chế tạo: lựa chọn các giải pháp công nghệ và lập quy trình chế tạo ra các chi tiết, cụm chi tiết và tổng thể ô-tô.
2. Kĩ sư Khai Thác là
- Họ là những người được đào tạo để hiểu rõ công dụng, công năng, độ bền, cách hoạt động của ô tô. Người kĩ sư này được Toyota gọi là KTV sửa chữa. Họ được đào tạo để có thể kiểm tra, Chẩn đoán, thay thế, sửa chữa những chi tiết trên xe.
Công việc của KTV sửa chữa sẽ được các hãng hoặc gara đào tạo lại khi kết thúc học đại học nếu họ học theo chương trình tổng thể của Việt Nam. Trừ một số trường ở Việt Nam như Đại học cao thắng TPHCM, đại học spkt TPHCm được Toyota tài trợ trang thiết bị nên sinh viên theo trường sẽ được học những kiến thức liên quan đến các sản phẩm của toyota, các văn hoá công ty của Toytota. sinh viên học 2 ngôi trường này sẽ được đặt cách làm ktv hãng Toyota Việt Nam vì được học theo tài liệu giáo trình của Toyota. Vì khi trên giảng đường đại học thì kĩ sư sẽ chỉ được dạy về tổng thể, tỏng quan kiến thức, nguyên lý hoạt động và thực hành thao tác tháo lắp, kiểm tra các chi tiết không còn hoạt động hoặc những chi tiết đơn lẻ đã được tháo rời. Nhưng khi bắt đầu làm việc họ sẽ phải làm việc với toàn bộ hệ thống trên xe với những chi tiết phức tạp, liền mạch và đang còn hoạt động vì thế cần có thời gian đào tạo hoặc huấn luyện họ trên những chiếc xe cụ thể
3. Kiểm định viên
Là những kĩ sư ô tô sau khi ra trường được huấn luyện để có thể kiểm tra sự hoạt động của 1 phương tiện cơ giới xem nó có đáp ứng các yêu cầu của tiêu chuẩn của nhà nước (hay châu lục _ euro1,2...) hay không. nếu đáp ứng thì kiểm định viên sẽ thông qua và cho phép lưu thông, lưu hành xe đó trên đường. Nếu không phương tiện cơ giới đó buộc sẽ phải hoạt động ở khu vực nông thôn, vùng núi hoặc nơi đặc chủng cho phép mà không được phép lưu thông trên đường.